# Die Prophezeiungen von Celestine (Film)
Die Prophezeiungen von Celestine ist ein Abenteuerfilm (mit überlagerten spirituellen Inhalten) aus dem Jahr 2006. Er entstand nach dem gleichnamigen Roman von James Redfield aus dem Jahr 1993. Die deutsche Erstaufführung war am 6. Oktober 2007 in Frankfurt.

## Kurzbeschreibung
Der Film erzählt vom frisch entlassenen Geschichtslehrer John Woodson, wie dieser über eine Bekannte von einer geheimnisvollen neunteiligen Schrift erfährt, die unter dem Titel Die Prophezeiungen von Celestine gerade in Peru auf ihre Entzifferung und Interpretation wartet. Nichts Böses ahnend stolpert er direkt in gefährliche Verwicklungen zwischen Vertretern der dortigen Kirche, Staatsmächten und anderen Kräften. Zugleich begegnet er aber auch immer neuen, anderen Menschen, die ihm sowohl physisch eine Hilfe sind als auch spirituell etappenweise an den Gehalt der einzelnen Prophezeiungen und deren ganz persönliche Konsequenzen heranführen. Im Verlauf des wechselvollen Geschehens wird langsam deutlich, dass Johns Weg ihn schicksalhaft dorthin geführt hat.

## Inhalt
John Woodson sieht sein Leben an einem Scheideweg. Seine Stelle als Geschichtslehrer am örtlichen Gymnasium wurde ihm gekündigt. Nun liegt seine Zukunft gar nicht mehr so klar vor ihm, wie er immer dachte. Ernüchtert, enttäuscht und zeitweilig orientierungslos stellt er fest: Irgendetwas muss geschehen.
In dieser Phase erhält John einen Anruf von seiner guten Freundin Charlene, ihres Zeichens Journalistin, die sich gerade auf einem kurzen Zwischenstopp in der Stadt aufhält. Sie treffen sich zu einem gemeinsamen Abendessen und sie erzählt, dass sie in Peru war, wo sie eine außergewöhnliche Geschichte erfahren hat. Sie berichtet auch vom Besuch eines wunderschönen Retreats namens Viciente und das sie bei dieser Geschichte stets an John erinnert wird. In dieser Anlage sei eine engagierte Gruppe von Leuten mit dem Studium besonderer, antiker Manuskripte beschäftigt und sie hätte dort einen Priester namens Vater Jose getroffen. Der Priester weihte sie in die Geheimnisse ihrer Arbeit ein und erzählte, diese Schriften enthielten eine Prophezeiung, die vor Christi Geburt niedergeschrieben wurde und aus neun Erkenntnissen bestünden. Vorhergesehen wird darin, dass es eine Zeit geben würde, in welcher die Gewalttätigkeit und Unrast in der Welt zu einem neuen Erwachen führt. Dieses Erwachen würde aus allen religiösen Traditionen kommen und zu mehr Menschlichkeit und tiefer Spiritualität führen. Es würde eine Umorientierung in den Kulturen und Menschen des 21. Jahrhunderts bewirken. Und diese Zeit wäre JETZT. Charlene erzählt ihm weiter, dass sie aus irgendeinem Grund das Gefühl hätte, dass er nach Peru gehen sollte, um sich selber davon zu überzeugen. Zunächst gibt er sich zynisch angesichts solcher Märchen, ist dann aber doch amüsiert, als er später einen Reiseprospekt über Peru in seinem Briefkasten findet. Er ruft spontan ein Reisebüro an und bucht einen Platz für den Flug am nächsten Tag.
Im Flugzeug trifft er auf einen Professor, der ebenfalls von Vater Jose und den besagten Manuskripten weiß. Dieser Professor ist auch in die Beurkundung der Echtheit dieser Schriften involviert. Wahrscheinlich im 5. oder 6. Jahrhundert vor Christus verfasst, wurden sie in einer Holztruhe des frühen 16. Jahrhunderts gefunden. Er erzählt John, er glaube, jemand aus der frühen Franziskaner-Kirche hätte diese auf Anlass von Papst Coelestinus V. vergraben. Acht der Manuskripte seien bisher entdeckt worden. Das neunte fehle noch.
Das Flugzeug landet und ihre Wege trennen sich. Noch während John an die schöne Frau zurückdenkt, die er am Flughafen gesehen hat, checkt er bereits in seinem Hotel ein.
Ein wenig später will er sich bei einem Spaziergang in den Straßen von Lima die Beine vertreten, als er zufällig auf Vater Jose trifft. Ihre kurze Unterhaltung wird jäh unterbrochen, als bewaffnete Männer wie aus dem Nichts auftauchen. Der Priester befiehlt John zu gehen, die Männer kommen näher. Robert Jensen, ein hochrangiger Agent, will von Vater Jose wissen, wo das Manuskript der neunten Erkenntnis ist. Als John flieht, um Hilfe zu holen, sieht er noch, wie eine Pistole auf den Priester gerichtet wird.
In Begleitung des Professors, den er im Flugzeug kennengelernt hat, kehrt er an den Ort der Auseinandersetzung zurück. Nicht die geringste Spur einer Gewalttat, nur noch ein Bettlermädchen sitzt am Straßenrand. Etwas betreten sehen sie sich um und während sie noch überlegen, was zu tun sei, wird der Professor ergriffen und vor Johns Augen von Agenten verschleppt.
Polizeisirenen erschallen, und wieder wie durch Zufall wird John von einem Fremden in Sicherheit gebracht. Wilson „Wil“ James, er sagt von sich selbst, dass er ein Führer ist, erklärt ihm den Ernst der Situation. Er könne nicht zurück ins Hotel und die amerikanische Botschaft würde ihm auch nicht helfen, im Gegenteil müsse er Wil nach Viciente begleiten – der Ort von dem schon Charlene erzählt hatte. Sprachlos angesichts der vielen Zufälle auf seiner Reise willigt John ein, besteht aber darauf, mehr über die Manuskripte und die darin enthaltenen Erkenntnisse zu erfahren. Wil versucht John zu erläutern, dass dieser derzeit die Manifestation der ersten spirituellen Erkenntnis erfährt. Sie beschreibe, wie Menschen realisieren, dass bestimmte Begebenheiten ihr Leben formen und sie in eine bestimmte Richtung führen. Nichts sei ohne Sinn. John beginnt zu begreifen, dass jeder einzelne Schritt in seinem Leben ihn genau hierher geführt hat, dass es einen Sinn ergeben wird, den er bisher noch nicht versteht.
Er schläft unruhig auf ihrer Reise nach Viciente, seine Träume sind auf einmal ganz real: Bilder von einem kleinen Mädchen und von Ruinen längst vergessener Zeiten kommen ihm seltsam bekannt vor, als wäre da sein Zuhause oder zumindest eine vertraute Gegend. Auf ihrem Weg kommen Wil und John auf einen Gipfel, der ein atemberaubendes Panorama bietet und eine ungeheure Ähnlichkeit zu Johns Träumen aufweist: die Ruinen von Celestine, der Platz, an dem die ersten der neun Manuskripte gefunden wurde. Im Tal befindet sich die von Kardinal Sebastian erbaute Mission. Dieser ist höchstrangiges Kirchenmitglied in einem Land, wo Staat und Kirche um die Herrschaft ringen und Rebellen die Berge unsicher machen.
Die Gefährten reisen abseits der befahrenen Wege und erreichen bald darauf die mystische Oase von Viciente. Hier heißt sie Miguel willkommen, und eine gute Freundin von Wil wird John vorgestellt, ihr Name: Julia. Sie erzählt den beiden aufgeregt, dass die neunte Erkenntnis wahrscheinlich gar nicht in einem der Manuskripte festgehalten wurde. Die Erkenntnis würde in einem verheißungsvollen Augenblick einfach zu ihnen stoßen. Und John ist in einem solchen Moment einfach aufgetaucht. Der ehemalige Geschichtslehrer erkundet im Weiteren die Gegend um Viciente, während Julia ganz klar ist, dass er hier ist, um zu helfen. Sie bittet ihn, schnellstmöglich die ersten Erkenntnisse zu lernen und damit die Synchronizität der Ereignisse anzunehmen, die ihn genau hierher geführt haben. Damit ist sie nicht die Erste, die John rät, sich für die höhere Wahrnehmung zu öffnen.
Unterdessen hat John Marjorie bemerkt, die schöne Frau, die er bereits am Flughafen von Lima gesehen hatte. Sie erklärt ihm, wie der Energiefluss eines Menschen funktioniert und dass der von John kontrollierend wirkt. Er muss im Gegenzug aufhören, andere kontrollieren zu wollen. Nur dann sei es möglich, dass sich sein Schicksal in Viciente erfüllt.
Der Friede in Viciente ist nicht von langer Dauer: Zur Flucht gezwungen, nehmen Julia und Marjorie zwar die Manuskripte an sich, werden aber von John und Wil getrennt. Auf Umwegen finden sie einander wieder, um kurz darauf gleich im Kreuzfeuer militärischer und aufständischer Gruppen zu landen. Auf dem Gipfel aller Verzweiflung und des Alleinseins, als John sich von Wil getrennt sieht und vom Militär verfolgt, trifft ihn die Erkenntnis wie ein Schlag: Er muss sich der neuen Wahrnehmung und Schönheit öffnen, welche in der Prophezeiung beschrieben ist. Und sein Schicksal ist das Auffinden der neunten Erkenntnis.
Im dramatischen Ende trifft John auf das Mädchen aus seinen Träumen. Sie führt ihn und seine Freunde zurück zu den Ruinen von Celestine. Hier wird ihnen in einem Schwall von Licht und Farben die Zukunft der Menschheit enthüllt.

## Charaktere

### John Woodson
Desillusioniert und zeitweilig orientierungslos steht John Woodson vor einer dramatischen und einschneidenden Entwicklung in seinem Leben. Durch eine Kette von Zufällen, findet er sich in einem Abenteuer in Peru wieder. Dort macht er sich auf die Suche nach antiken Manuskripten, den Prophezeiungen von Celestine. Am Anfang widerwillig und skeptisch, erfährt John mit jedem Schritt, jeder Begegnung mit einer Person, ein neues Bewusstsein.

### Charlene
Charlene ist Journalistin und bringt John erstmals die Geschichte um die Erforschung der Prophezeiungen von Celestine näher. Sie kennt auch Vater Jose. Sie ist sich auf spirituelle Art darin sicher, dass John bald dorthin reisen wird.

### Der Professor
Der Professor ist eine zufällige Reisebekanntschaft von John. Auch er kennt Vater Jose und weiß von den klerikalen Rahmenbedingungen im Umfeld der Schriften zu berichten. Nach dem Verschwinden von Vater Jose unterstützt er John bei der erneuten Sichtung der Stelle, an der dies vorgefallen ist. Dabei wird er jedoch von Agenten verschleppt und verschwindet dadurch aus Johns Nähe.

### Vater Jose
Vater Jose ist ein sehr guter Kenner der Schriften, welche die neun Prophezeiungen von Celestine beinhalten und arbeitet in dem dafür zusammengestellten Team.

### Wilson „Wil“ James
Wil ist der Führer von Vater Jose, erklärt John den Ernst der Situation und führt ihn nach Viciente.  Er versucht auch die spirituellen Erkenntnisse für John zu erläutern, zeigt ihm die Ruinen von Celestine und wird zu einem sehr guten Freund, der John aus so mancher misslichen Lage befreit.

### Marjorie
Marjorie wird von John zum ersten Mal am Flughafen von Lima wahrgenommen, doch erst in Viciente lernen sie sich persönlich kennen. Sie kennt das Geheimnis um den Energiefluss des Menschen und widersetzt sich der kontrollierenden Aura um John. Sie erklärt ihm, dass er sich völlig öffnen und aufhören müsse, die vollkommene Kontrolle anzustreben. Nur so könne sich sein Schicksal erfüllen.

### Julia
Die liebreizende Julia ist eine gute Freundin von Will und wird John in Viciente vorgestellt. Sie vermutet, die neunte Erkenntnis sei keineswegs schriftlicher Natur, wahrscheinlich trage John sie in sich, da er in einem verheißungsvollen Moment plötzlich zu ihnen gekommen ist.

### Kardinal Sebastian
Als John und Wil an den Ruinen von Celestine ankommen, sehen sie im Tal eine Mission. Diese wurde von Kardinal Sebastian erbaut. Er ist das hochrangigste Kirchenmitglied in diesem Land. Er verbietet die gefundenen Manuskripte und lässt alle Kopien vernichten, da er die Welt durch die Erkenntnisse bedroht sieht.

### Vater Sanchez
Vater Sanchez ist ein freundlicher Priester, der zu einem Verbündeten Johns wird. Er begleitet ihn über die Pfade der Anden und tritt als eine Art Mentor von John in Erscheinung, der ihn in die Geheimnisse der Erkenntnisse einweiht.

### Robert Jensen
Robert Jensen wird als Archäologe und eigentlicher Begründer der Gruppe, die die Inhalte der Manuskripte erforschen, vorgestellt. Später wird deutlich, dass er als hochrangiger Agent im Sinne der Regierung fungiert.

## Kritiken
„Der Abenteuerfilm nach James Redfields Buch propagiert dessen esoterische Ideen, was aufgrund der dilletantischen [sic] Umsetzung aber in jeder Hinsicht scheitert“, urteilt das Lexikon des Internationalen Films. Die Nürnberger Nachrichten schrieben anlässlich einer Sondervorstellung: „Im Film lernt der blasse Held John diese ‚Lektionen‘ von glücklich grinsenden Kolonialherren auf einer Farm in Peru – eingefangen in der Ästhetik einer Fototapete aus den 80ern […]“
Bei Rotten Tomatoes fand sich unter bislang 23 Rezensionen lediglich eine positive. Die durchschnittliche Bewertung beträgt 2,6/10. Der Filmkritiker Mick LaSalle vom San Francisco Chronicle bezeichnete den Film als „schwerfällig – nicht lediglich unkonventionell, sondern unbeholfen“. In seiner Liste der Schlechtesten Filme 2006 landete Celestine auf Platz 3.

## Medien
- Die Prophezeiungen von Celestine. Ein Abenteuer. DVD. 2008, ISBN 978-3-7934-2138-2.